# Hinkklaue

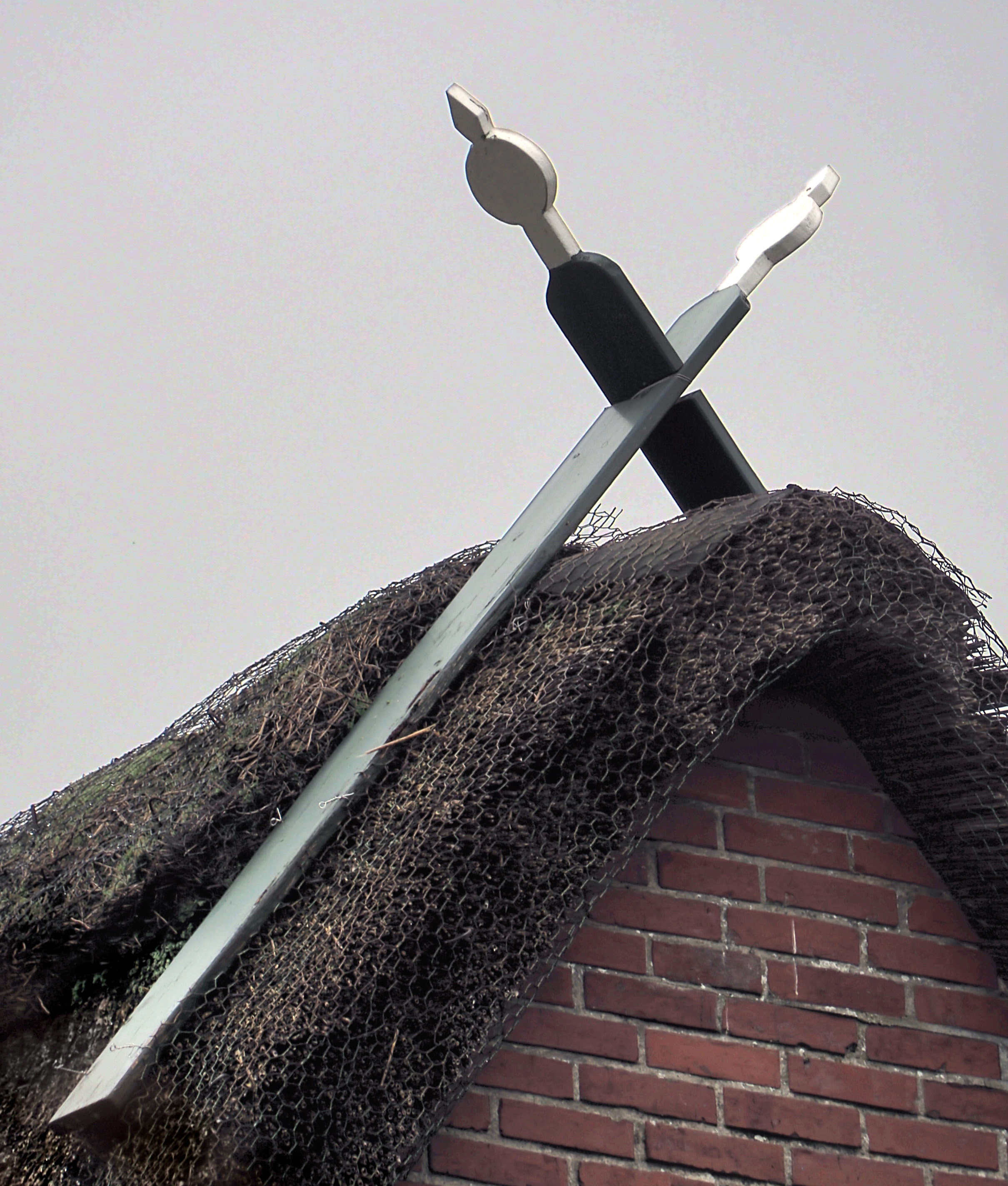
Hinkklaue auf einem Reetdach

Die Hinkklaue ist eine Giebelkonstruktion und -zierde an Reetdächern von Fachhallenhäusern.

## Aufbau und Funktion

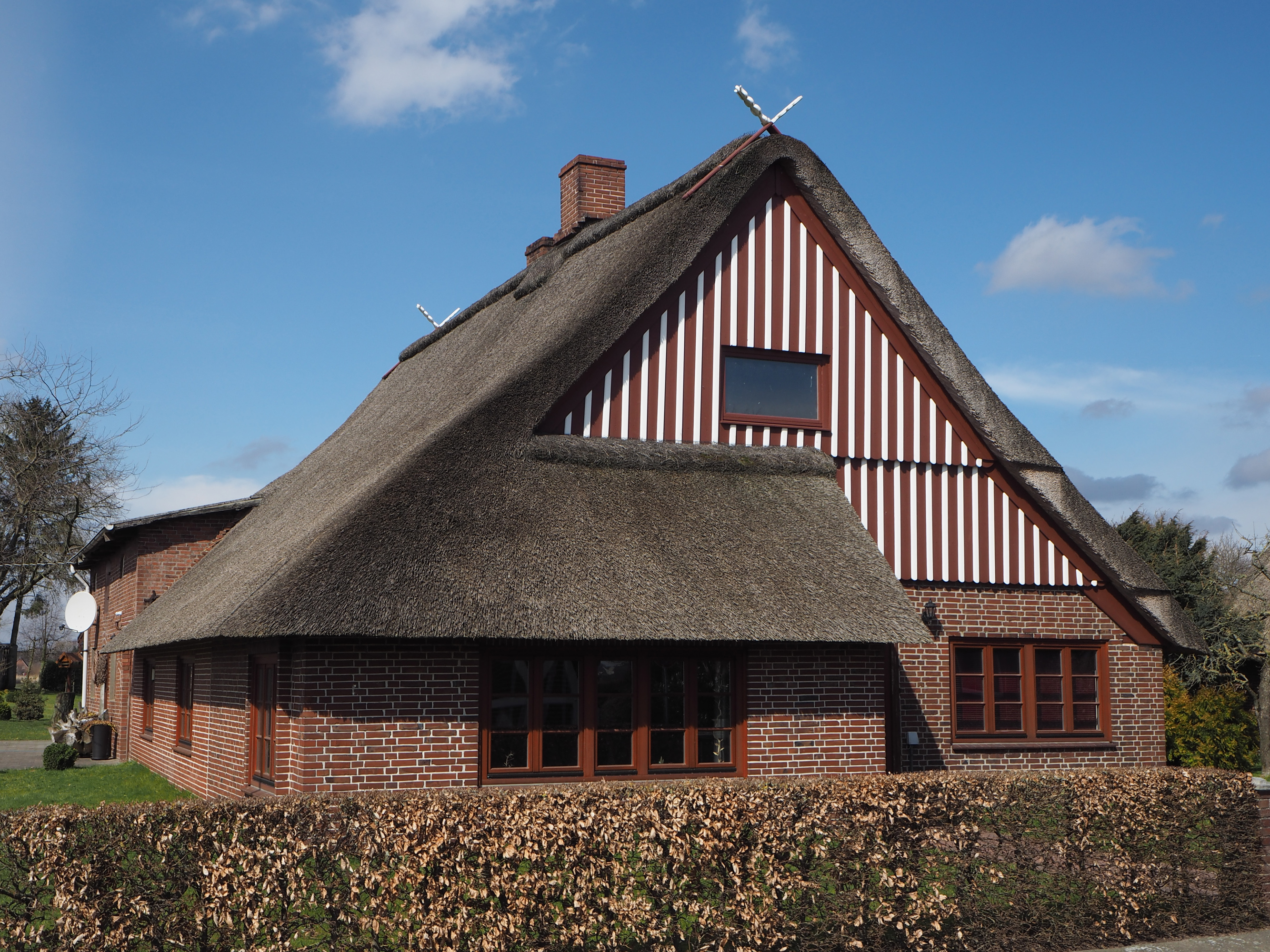
Kate mit Hinkklauen in der Seestermüher Marsch

Eine Hinkklaue besteht aus zwei gekreuzten, ineinandergefügten Brettern, deren untere Enden auf den Dachflächen dicht vor dem Firstende aufliegen. Die oberen freien Enden sind in verschiedenen Zierformen ausgesägt. Die Hinkklauen werden entweder in das äußere Sparrenpaar eingedübelt oder mit Weidenruten angebunden. So stabilisieren sie die windgefährdete Firstkante des Reetdachs.

## Verbreitung
Diese Giebelzierden sind in den holsteinischen Elbmarschen, in Dithmarschen sowie in den angrenzenden Geestgebieten verbreitet. Man findet sie auf Bauernhäusern, Scheunen oder auch auf Nebengebäuden und Katen.  Sie werden in der Kremper- und der Wilstermarsch auch als Hingklaun und in der Kollmarmarsch sowie in Dithmarschen mit Himmklauen oder Hemmklauen bezeichnet.

## Heraldik

Das Wappen von Wewelsfleth zeigt ein Dach mit Hinkklauen

Die Hinkklaue ist in der Heraldik eine gemeine Figur im Wappen und bisher nur in der Wappenbeschreibung der Gemeinde Wewelsfleth erwähnt. Hier sind auf den Giebelenden statt Pferdeköpfen kleine Fahnen aufgesteckt.